# Bernard Pfriem
Bernard Aldine Pfriem est un artiste peintre américain, né le 7 septembre 1914 à Cleveland, dans l'Ohio, et mort le 6 mars 1996, à New York.

## Biographie
Bernard Aldine Pfriem a débarqué au bras du mannequin Maxime de la Falaise (et mère de Loulou de la Falaise), l’égérie de la créatrice de mode Elsa Schiaparelli, dans le petit village de Lacoste, auquel il était très attaché dans les années 1950. Il a fondé en 1969 une école d'art à Lacoste, qui existe toujours sous le nom de Savannah College of art and design (SCAD) ; c'est en fait une antenne de Savannah Collège a Savannah.